# Saint-Martin-des-Pézerits
Saint-Martin-des-Pézerits là một xã ở tỉnh Orne Hauts-de-France tây bắc nước Pháp. Xã Saint-Martin-des-Pézerits nằm ở khu vực có độ cao trung bình 237 mét trên mực nước biển.